# Edward Dickinson
Edward Dickinson (1 tháng 1 năm 1803 - 16 tháng 6 năm 1874) là một chính trị gia người Mỹ từ Massachusetts. Ông cũng được biết đến như là cha đẻ của nhà thơ Emily Dickinson và William Austin Dickinson. Nhà của gia đình ở Amherst, Dickinson Homestead, bây giờ là một bảo tàng dành riêng cho bà.

## Tiểu sử
Edward Dickinson sinh vào đầu năm 1803 tại Amherst, bang Massachusetts, Hoa Kỳ. Ông là con đầu của hai vợ chồng Samuel và Lueretia (Gunn) Dickinson. Ông tốt nghiệp trường đại học Yale năm 20 tuổi. Sau đó vào ngày 6 tháng 5 năm 1828 ông kết hôn với Emily Norcross Dickinson (sinh năm 1804, mất năm 1882). Họ có ba người con Emily, William và Lavinia Norcross Dickinson.
Edward đã từng là thủ quỹ của Đại học Amherst từ năm 1835 đến năm 1873. Ông nhận bằng danh dự của Bác sĩ Legum từ Amherst vào năm 1863. Ông được bầu làm thành viên của Hạ viện Massachusetts (1838 - 1839), phục vụ trong Thượng viện, sau đó là thành viên của Hội đồng (1846 - 1847) của Thống đốc của bang Massachusetts. Tiếp the ông được làm thành viên của Hạ viện Hoa Kỳ từ huyện thứ 10 của bang Massachusetts (4/3/1853 - 3/3/1855), tiền nhiệm là Zeno Scudder, kế nhiệm là Calvin C. Chaffee, ông từ chối là một ứng cử viên cho các đề cử của đảng Cộng hòa của Phó Thống đốc vào năm 1861, và một lần nữa ông được bầu làm thành viên của Hạ viện Massachusetts đại diện vào năm 1873. Đáng tiếc, sau khi có bài phát biểu cẩn thận trong nhà vào buổi sáng ngày 16 tháng 6 năm 1874, tại Boston, vì lợi ích của đường sắt này trong kết nối với các đường hầm Hoosac, ông bị tấn công với ngập máu, và qua đời tại khách sạn của ông trước buổi tối ở tuổi 71. Ông được chôn cất tại Nghĩa trang Tây Amherst.